# Vejle Bryghus
Vejle Bryghus var et mikrobryggeri i Vejle. Det indledte ølproduktionen i 2006 under navnet Bryggeriet Kvajj og havde fra begyndelsen haft binavnet Vejle Bryghus. Dette navn blev siden det officielle, men betegnelsen Kvajj sås fortsat på produkternes etiketter. 
Bryggeriet havde et sortiment på ti forskellige øltyper, heraf syv fast øltyper og tre årstidsøl. Brygningskapaciteten var på 900 liter pr. brygning.
I følge Vejle Amts Folkeblad indgav bryggeriet konkursbegæring den 9. maj 2014.